# Comuna Gepiu, Bihor
Gepiu este o comună în județul Bihor, Crișana, România, formată din satele Bicaci și Gepiu (reședința).

## Demografie
Componența etnică a comunei Gepiu
     Români (75,45%)
     Romi (12,59%)
     Maghiari (4,92%)
     Alte etnii (0,68%)
     Necunoscută (6,36%)
Componența confesională a comunei Gepiu
     Ortodocși (80,78%)
     Romano-catolici (5,69%)
     Penticostali (2,3%)
     Baptiști (1,71%)
     Alte religii (2,3%)
     Necunoscută (7,22%)
Conform recensământului efectuat în 2021, populația comunei Gepiu se ridică la 2.216 locuitori, în creștere față de recensământul anterior din 2011, când fuseseră înregistrați 1.797 de locuitori. Majoritatea locuitorilor sunt români (75,45%), cu minorități de romi (12,59%) și maghiari (4,92%), iar pentru 6,36% nu se cunoaște apartenența etnică. Din punct de vedere confesional, majoritatea locuitorilor sunt ortodocși (80,78%), cu minorități de romano-catolici (5,69%), penticostali (2,3%) și baptiști (1,71%), iar pentru 7,22% nu se cunoaște apartenența confesională.

## Politică și administrație
Comuna Gepiu este administrată de un primar și un consiliu local compus din 11 consilieri. Primarul, Ioan Purge[*], de la Partidul Social Democrat, este în funcție din 2012. Începând cu alegerile locale din 2024, consiliul local are următoarea componență pe partide politice:
|  | Partid                    | Consilieri | Componența Consiliului | Componența Consiliului | Componența Consiliului | Componența Consiliului | Componența Consiliului | Componența Consiliului | Componența Consiliului | Componența Consiliului | Componența Consiliului |
|  | ------------------------- | ---------- | ---------------------- | ---------------------- | ---------------------- | ---------------------- | ---------------------- | ---------------------- | ---------------------- | ---------------------- | ---------------------- |
|  | Partidul Social Democrat  | 9          |                        |                        |                        |                        |                        |                        |                        |                        |                        |
|  | Partidul Național Liberal | 2          |                        |                        |                        |                        |                        |                        |                        |                        |                        |

## Atracții turistice
- Situl arheologic ” Biserica Turcilor” din localitatea Bicaci
- Barajul de acumulare Gepiu

## Personalități născute aici
- Dumitru Abrudan (n. 1938), teolog, profesor universitar, decorat cu Ordinul Meritul Cultural.